# The Blizzard
The Blizzard é um curta-metragem de comédia mudo norte-americano, realizado em 1921, com o ator cômico Oliver Hardy.

## Elenco
- Jimmy Aubrey
- Oliver Hardy - Janitor (como Babe Hardy)
- Maude Emory
- Jack Lloyd -  Tenente
- Vincent McDermott - Policial